# Tomáš Mádl
Tomáš Mádl (* 1. června 1974 Počátky) je český právník a developer.

## Život
Je ženatý, má jednu dceru, žije v Praze na Vinohradech.
Po absolvování Právnické fakulty UK v roce 1998 (rigorózní zkoušku z oboru daňového a finančního práva obhájil a titul JUDr. získal v roce 2009) pracoval jako makléř ve společnosti IPB REAL, a.s. a od roku 2001 jako obchodní ředitel ve společnosti Radiocom spol. s r.o.
V roce 2002 založil společnost JURIS REAL, spol. s r.o., která se postupně stala jednou z nejvýznamnějších realitních společností s působností na celém území ČR.
V roce 2008 zakoupil sídlo ve Šrobárově ulici na Vinohradech. Na domě, ve kterém žil Dr. Vavro Šrobár a od 90. let ho vlastnil hudební skladatel Karel Svoboda, odhalil za účasti ministrů školství a kultury ČR a SR 28.10.2013 u příležitosti 95. výročí vzniku samostatného Československa, Dr. Vavro Šrobárovi pamětní desku.
V roce 2018 jeho společnost JURIS REAL Dražby, a.s. převzala portál exekutorských dražeb exdrazby.cz, který pokrývá cca 90% celého českého trhu s exekutorskými dražbami.

## Společenské aktivity
Od roku 2006 působil jako předseda správní rady Společnosti Vlasty Buriana, o.p.s. (později Společnost přátel Vlasty Buriana, o.p.s.), která si dala za úkol zajistit společenskou rehabilitaci herce a komika Vlasty Buriana, mj. zajistila převoz jeho ostatků na Vyšehradský hřbitov a pořádá pravidelné kulturní a sportovní akce.
Za filantropickou činnost v oblasti podpory umění a kultury mu byla v roce 2007 udělena Medaile Franze Kafky.
Od roku 2012 je titulárním partnerem cyklistických závodů Cannondale JURIS REAL MTB Maraton, kterého se aktivně prostřednictvím své cyklistické stáje JURIS REAL MTB Team také účastní. Tyto závody jsou pravidelnou součástí Slavností města Kamenice nad Lipou, kde vyrůstal a zůstal patriotem, který aktivně podporuje mnoho projektů v tomto městě.
Je partnerem a fanouškem fotbalového klubu AC Sparta Praha.

## Filatelie
Je člen Svazu českých filatelistů a jako jediný člen z ČR a celé střední a východní Evropy je členem Club de Monte-Carlo de l'Elite de la Philatélie.
Spoluzakládal a stal se prezidentem Prestige Philately Club Prague. Stal se členem organizačního výboru Světové filatelistické výstavy PRAGA 2018.
Specializuje se na známky ČSR I, britských a německých kolonií a klasická vydání Evropy.
Je dvojnásobným držitelem nejvyššího světového vystavovatelského titulu - Large Gold Medal (PRAGA 2018, CHINA Wuhan 2019) za exponát Československo 1918-1939.